# Antrocephalus atulyus
Antrocephalus atulyus är en stekelart som beskrevs av T.C. Narendran 1989. Antrocephalus atulyus ingår i släktet Antrocephalus och familjen bredlårsteklar.
Artens utbredningsområde är:
- Singapore.
- Papua Nya Guinea.
- Filippinerna.
- Thailand.

Inga underarter finns listade i Catalogue of Life.